# Ustroń Zdrój
Ustroń Zdrój – przystanek kolejowy w Ustroniu, w województwie śląskim, w Polsce. Znajduje się na wysokości 345 m n.p.m.

## Ruch pasażerski
| Rok  | Wymiana pasażerska na dobę |
| ---- | -------------------------- |
| 2017 | 300-499                    |
| 2022 | 150-199                    |

## Historia
Budowa przystanku kolejowego w centrum miasta Ustronia była planowana w okresie międzywojennym. Jednak dopiero na początku 1985 roku powołano społeczny komitet budowy przystanku. Peron przystanku oraz prowizoryczne kasy biletowe zostały otwarte 19 lipca 1985 roku. Wybudowano dodatkowo piętrowy budynek z kasami oraz poczekalnią. W obiekcie dodatkowo została zlokalizowana przechowalnia bagażu z szaletami oraz posterunek dróżniczy. Budynek został otwarty w dniu 19 grudnia 1985 roku. Kasy i poczekalnia zostały zamknięte w marcu 2010 roku. W marcu 2021 roku rozpoczęła budowa nowego peronu w ramach rewitalizacji linii kolejowej do Wisły. Z przystanku zostały wytyczone szlaki turystyczne na Małą Czantorię oraz Czantorię Wielką. Jednocześnie stanowi początek Głównego Szlaku Beskidzkiego. Przystanek jest wykorzystywany przez samorządowego przewoźnika Koleje Śląskie.